# گئورگ آرئشیان
گئورگ لوونی آرئشیان (ارمنی: Գեորգի Լևոնի Արեշյան؛ زادهٔ ۲۲ ژوئن ۱۹۲۶ یا ۲۲ ژوئیهٔ ۱۹۲۶ - درگذشته ۲۶ اکتبر ۲۰۰۳) یک دانشمند و استاد اهل ارمنستان بود.

## زندگی‌نامه
در ۲۲ ژوئن یا ۲۲ ژوئیهٔ ۱۹۲۶ در ولادی‌قفقاز به دنیا آمد و از دانشگاه دولتی ایروان (۱۹۴۹) و دانشگاه ملی پلی‌تکنیک ارمنستان فارغ‌التحصیل شد. وی عضو فرهنگستان ملی علوم ارمنستان بود.  وی در ۲۶ اکتبر ۲۰۰۳ در سن ۷۷ سالگی درگذشت.

## یادداشت
1. ↑  տեխնիկական գիտությունների դոկտոր
2. ↑  Հայաստանի ճարտարագիտական ակադեմիա